# 369 Aeria
Aeria (asteroide 369) é um asteroide da cintura principal com um diâmetro de 60 quilómetros, a 2,3903795 UA. Possui uma excentricidade de 0,0976899 e um período orbital de 1 574,92 dias (4,31 anos).
Aeria tem uma velocidade orbital média de 18,29941554 km/s e uma inclinação de 12,70764º.
Este asteroide foi descoberto em 4 de Julho de 1893 por Alphonse Borrelly.